# Eri Otoguro

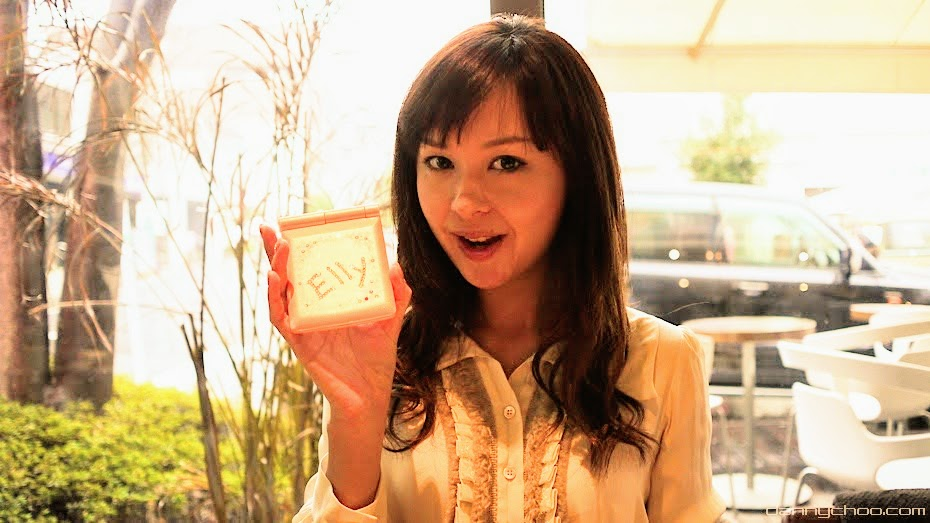
Eri Otoguro

Eri Otoguro (japanisch 乙黒 えり Otoguro Eri; * 12. Oktober 1982 in Bangkok) ist eine japanische Schauspielerin.

## Leben und Karriere
Otoguro wurde am 12. Oktober 1982 in Bangkok geboren. Später wuchs sie in Yokohama. Sie ist japanischer, thailändischer und britischer Herkunft. Anschließend studierte sie an der Aoyama-Gakuin-Universität.
Ihr Debüt gab sie 2008 in dem Film Shutter – Sie sehen dich. Im selben Jahr bekam sie in Zombie Killer – Sexy as Hell eine Hauptrolle. Danach spielte Otoguro 2009 in Vampire Girl vs. Frankenstein Girl mit. Unter anderem wurde sie für die Serie Kamen Rider Daburu gecastet. Außerdem trat sie 2010 in Kamen Rider Daburu fôebâ: Ê tu zetto/Unmei no gaia memori auf. 2013 setzte sie ihre Karriere in Gekijôban kamen Rider Wizâdo in majikku rando fort.
2012 heiratete sie den Pianisten Shinya Kiyozuka. Am 24. November 2012 brachte sie ihr erstes Kind zu Welt und. Ihr zweites Kind bekam sie am 16. April 2015.

## Filmografie
- 2008: Shutter – Sie sehen dich (Shutter)
- 2008: Shōrin shōjo
- 2008: Zombie Killer – Sexy as Hell (Onēchambara: The Movie)
- 2009: Vampire Girl vs. Frankenstein Girl
- 2009: Kamen Rider Daburu (Fernsehserie, 3 Episoden)
- 2010: Kamen Rider Daburu fôebâ: Ê tu zetto/Unmei no gaia memori
- 2010: Chochogire
- 2013: Gekijôban kamen Rider Wizâdo in majikku rando